# Centre international Kofi Annan de formation au maintien de la paix
Basé au Ghana, le Centre international Kofi Annan de formation au maintien de la paix ou Kofi Annan International Peacekeeping Training Center (en l'honneur de l'un de ses fondateurs Kofi Annan qui fut secrétaire général des Nations unies), propose des formations et des recherches sur le maintien et les opérations de la paix . Créé en 1998, dirigé par le Général de division Clayton Yaache, il a officiellement commencé ses opérations en 2002. Le KAIPTC a initié son premier cycle annuel complet de formation et d'éducation en mars 2004 et a depuis étendu son programme d'études à plus de vingt cours différents.

## Histoire
Le concept du Centre International Kofi Annan de formation au maintien de la paix a été approuvé en 1998 par le Ministre ghanéen de la défense. Sa  première formation eut lieu en novembre 2003 bien qu’il n’ait été officiellement inauguré que 2 mois plus tard, en janvier 2004. Les méthodes et compétences en matière de la paix ont pris racine lors  de l’intervention des Nations unies au Congo dans les années 1960 au moment de l’indépendance de la République Démocratique du Congo et de la guerre qui s'est ensuivie.
Après qu'il a dispensé plus de trois années de formation, le KAIPTC a été choisi par la CEDEAO (Communauté économique des États de l’Afrique de l’Ouest), dont le Ghana fait partie, comme l’un des trois centres d’excellence dans le domaine de la gestion et résolution de conflits, de même que dans le domaine de consolidation de la paix.  Situé au Ghana, le KAIPTC est désormais chargé de concevoir et de dispenser des formations individuelles ou collectives au niveau opérationnel dans ces domaines.
En 2011, le Centre reçoit une accréditation de la part du gouvernement ghanéen pour permettre au site de couvrir la demande exponentielle de formations continues. En effet, de plus en plus d’employés, d’organisations dans les secteurs public et privé ainsi que d' universitaires demandent des formations traitant des conflits, de la paix et de la sécurité.

## Objectifs

### Objectifs principaux
Les objectifs principaux du Centre sont :
- Fournir une formation axée sur la mission au niveau opérationnel dans les opérations de paix à certains de ces participants avant leur déploiement dans les zones d'opérations.
- Fournir l'orientation opérationnelle qui fait le lien avec la formation tactique de base aux opérations de paix dispensée à l'École de maintien de la paix Alioune Blondin Beye à Koulikoro au Mali, sous le parrainage français avec la formation stratégique de haut niveau dispensée au War College au Nigeria.
- Améliorer la capacité des participants à opérer dans des environnements multinationaux et à coopérer avec des contingents d'autres pays.
- Tenir les participants au courant de la nature et de la complexité des conflits contemporains entre États et nationaux.
- Mener des recherches sur les différentes facettes des opérations de paix[3].

### Les Valeurs
Les valeurs fondamentales du Centre Kofi Annan sont similaires à celles de la plupart des pays démocratiques. Le KAIPTC encourage la gouvernance démocratique ainsi que le respect des droits de l'Homme. Celles-ci reposent, sur la collaboration, le partenariat et le savoir. Il s'agit aussi de motiver le personnel dans un environnement professionnel et sécurisé tout en respectant la diversité des individus, l'égalité et la justice. En effet, le but à long terme du centre Koffi Annan est l'instauration d' une paix et une sécurité durables en Afrique.
Le commandant actuel du site, Francis Offori, définit en cinq mots le Centre: professionnalisme, excellence, honnêteté, intégrité et responsabilité.

### Statistiques
Depuis la première formation dispensée en 2003 par le KAIPTC, le Centre a dispensé plus de 400 formations et accueilli plus de 13 500 personnes voulant bénéficier de ses formations. Ces 13 500 personnes sont originaires de plus de 90 pays et proviennent d'institutions situées en Europe, en Asie, en Amérique du Nord et du Sud et évidemment en Afrique. Le Centre Kofi Annan dispose d’une Équipe de Formation Pratique qui réalise des stages de formation  jusqu'au déploiement des unités des Forces armées ghanéennes. Cette équipe forme en moyenne plus de 3 800 personnes chaque année au Camp militaire de Bundase (relativement proche de la capitale ghanéenne: Accra). Le KAIPTC a révélé, lors d’une enquête sur la contribution du Gouvernement danois avec le Centre, que 1 000 étudiants bénéficient chaque année des formations individuelles et collectives de haute qualité en s’appuyant sur des recherches dans le domaine des opérations de soutien à la paix.

## Partenaires
L’organisation du KAIPTC est principalement financée par la Norvège et la Suède. D’autres pays ou organisations participent aussi à son financement, mais dans une moindre mesure. C’est notamment le cas de l’Autriche, du Canada, du Danemark, de la France, de l’Allemagne, du Nigeria, du Japon ou encore de la Suisse, du Royaume-Uni et des États-Unis.
Le Centre Kofi Annan de Formation au Maintien de la Paix obtient également une aide financière d’institutions effectuant des placements financiers comme l’Alliance Économique des Pays de l’Afrique de l’Ouest (CEDEAO), (ou Ecowas en anglais), ou l’union Africaine (UA) et l’Organisation de Nations unies leur permettant de financer les formations de jeunes hommes et jeunes femmes en matière de paix et de sécurité.
En plus des pays partenaires ou investisseurs et des organisations internationales, le Centre Kofi Annan reçoit de l’aide financière de la part de plus petites institutions comme l’Agence allemande de coopération internationale (GIZ), la Fondation Hammarskjöld, la Fondation Friedrich Ebert ou des universités, des instituts comme celle de Cranfield, de l’état de Kennesaw, de Queensland, de Bredfordshire ou d’associations comme Save Children (Sauvez les enfants).

## Organisation
Le siège du Centre Kofi Annan est situé au Ghana, plus précisément dans la capitale: Accra. Il y fut inauguré en janvier 2004 par le ministre ghanéen de la défense.
L'organisme dirigeant le Centre Kofi Annan est le Conseil d'Administration composé notamment des plus hautes instances ghanéennes. Dans ce Conseil se trouve le commandant du KAIPTC, il dirige le commandant-adjoint et les  quatre départements/facultés.  Ces différents  départements/facultés  dirigent eux-mêmes  de plus petits organismes  qui organisent des stages pour le département de la formation ou des ressources humaines pour le département de l'administration.
Le Conseil d'Administration du Centre Kofi Annan associe certaines des plus hautes instances du pays : le président du Ghana, le ministre de la défense ghanéenne, le vice-président ghanéen, le ministre des Affaires étrangères et de l'intégration régionale, le Chef d’État-Major des Armées, l'Inspecteur général de la police, le directeur général du Ministère de la Défense et le Commandant du KAIPTC: Francis Offori. Ce Conseil d'administration est complété par le coordinateur résident des Nations unies au Ghana, du directeur du LECIAD (Centre Legon pour les Affaires Internationales et de la Diplomatie), de l'université du Ghana, du représentant de CDD-Ghana (Centre pour le Développement Démocratique du Ghana) et du Président  de l'organisation intergouvernementale: CEDEAO.
Les  Ambassadeurs partenaires au développement proviennent des quatre coins du globe et  de la quasi-totalité des continents. En effet, nous retrouvons des ambassadeurs venant du Canada et des États-Unis  mais aussi des ambassadeurs venant d'Asie et d'Océanie comme le Japon et l'Australie. Enfin, la majorité de ceux-ci sont originaires soit d'Europe (Autriche, Danemark, Finlande,  Allemagne,  France, Italie, Pays-Bas, Norvège, Suisse, Suède, Espagne, Royaume-Uni) soit logiquement d'Afrique comme le Mali et le Nigeria.

## Filières de l'Organisation

### L'institut des femmes, paix et sécurité.
L'Institut des Femmes, de la Paix et de la Sécurité est un centre de connaissance pour développer les capacités techniques, la formation et la recherche et l'analyse des politiques sur les femmes. Cet Institut a pour but d'exécuter les résolutions du Conseil de sécurité des Nations unies (UNSCR). Ces résolutions ont pour objectif d'augmenter la protection des femmes et des filles dans les sociétés en conflit ou sortant d’un conflit, mais également d'accroître la participation des femmes dans la gouvernance des pays et dans les processus de paix.
L'Institut se concentre sur cinq domaines, déclinés en programmes, dans le but d'atteindre la réalisation des résolutions prises par l'UNSCR. Tout d'abord, l'Institut soutient et encourage la participation des  femmes aux négociations de paix et à la diplomatie préventive en Afrique. Il travaille dans le but d'accroître le nombre de femmes cheffes dans les institutions de sécurité et de participer aux activités de maintien de la paix. En réponse au faible taux de femmes présentes dans les hautes sphères des gouvernements, le WSPI (Women Security Peace Institute) encourage le leadership de femmes africaines dans les gouvernements. Ensuite, l'Institut effectue des recherches politiques sur le genre, la paix, la sécurité… Enfin, il  exprime les contributions des femmes aux processus de paix en Afrique.
Dans le but de promouvoir la politique et l'action dans ces domaines, le WSPI agence la formation, la recherche et l'analyse des politiques le réseautage et le plaidoyer en partenariat avec les agences gouvernementales, les organisations de la société civile, les institutions / agences du secteur de la sécurité et les CER ainsi que les institutions tertiaires au niveau national, niveaux régional et international.